# Прибережник береговий
Прибережник береговий (Leptodictyum riparium) — вид мохів порядку гіпнобрієвих (Hypnales).

## Поширення
Ареал охоплює такі частини світу: Європа, Африка, Північна Америка, Південна Америка, Азія, Австралія, Нова Зеландія.
Населяє гумус, колоди, основи дерев, болота, вологі западини в лісах, водні на скелях у струмках і річках; від низьких до помірних висот.

## Характеристика

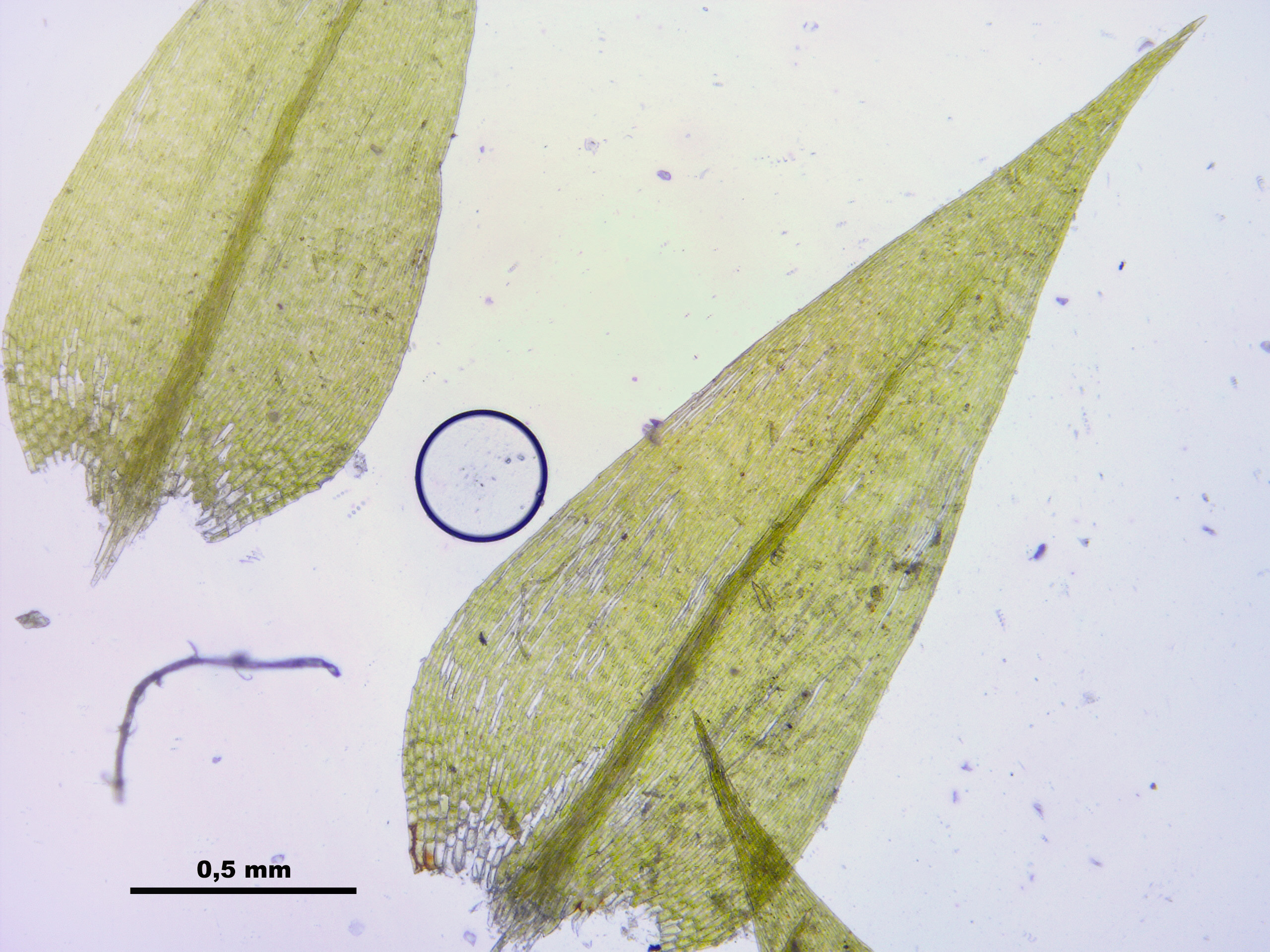

Рослини в нещільних килимках, від світло-зеленого до жовто-коричневого. Стебла 6–20 см, мляві, нерівномірно розгалужені. Стеблові листки від прямовисних до широко розпростертих, дещо сплюснуті, особливо на гілках, часто похило прикріплені до стебла, злегка зігнуті, коли висихають, 2.5–6 мм; поля цілі; верхівка загострена. Коробочкові ніжки поодинокі, від світло- до темно-коричневих, 0.8–2.6 см. Коробочка від коричневої до червонуватої, 2.2–2.5 мм.